# Dacrocyt

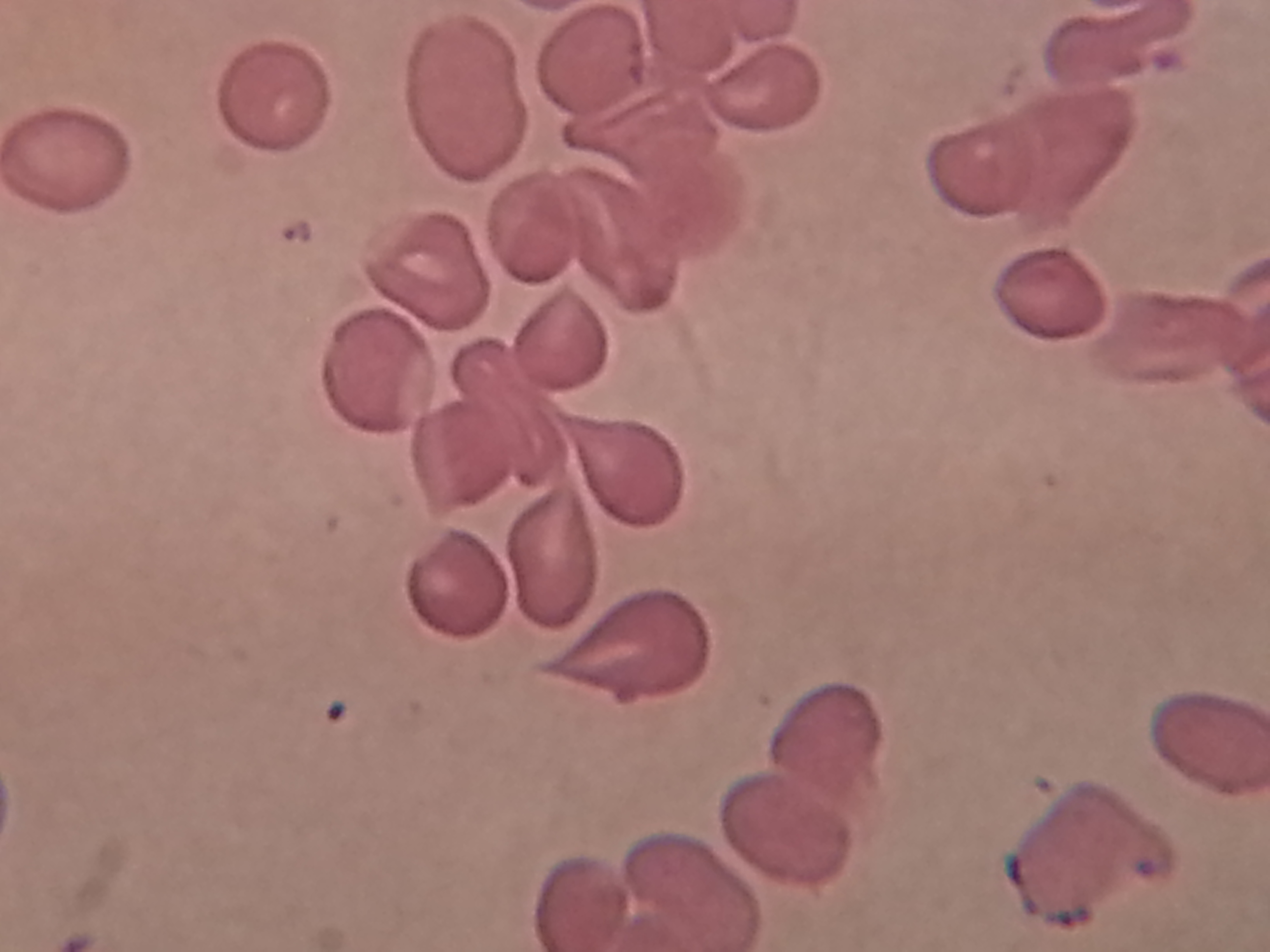
Dacrocyten

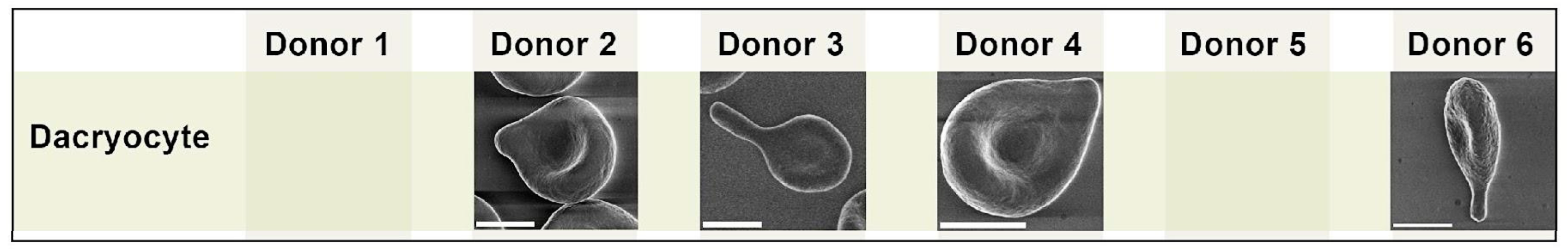
Dacrocyten

Een dacrocyt, dacryocyt of traandruppelcel is een afwijkende rode bloedcel dat de vorm heeft van een traandruppel. De term dacryocyt is afgeleid van het Griekse dakruon: traan en kutos: cel.
Dacrocyten ontstaan door plaatselijk verminderde vervormbaarheid ten gevolge van insluitsels, of bij myelofibrose door irreversibele vervorming tijdens passage door de vergrote milt.
Een duidelijke toename van dacrocyten staat bekend als dacrocytose. Deze dacrocyten worden voornamelijk aangetroffen bij ziekten met myelofibrose, zoals: primaire myelofibrose, myelodysplasie tijdens het late beloop van de ziekte, zeldzame vormen van acute leukemieën en myelophthisis veroorzaakt door gemetastaseerde kankers. Zeldzame oorzaken zijn myelofibrose geassocieerd met post-bestraling, toxines, auto-immuunziekten, stofwisselingsaandoeningen, aangeboren hemolytische anemieën, ijzergebreksanemie of β-thalassemie.